# Preisingerite
La preisingerite è un minerale.